# Алсен (Північна Дакота)
Алсен (англ. Alsen) — місто (англ. city) в США, в окрузі Кавальєр штату Північна Дакота. Населення — 32 особи (2020).

## Географія
Алсен розташований за координатами 48°37′50″ пн. ш. 98°42′15″ зх. д. / 48.63056° пн. ш. 98.70417° зх. д. (48.630456, -98.704271).  За даними Бюро перепису населення США в 2010 році місто мало площу 77,41 км², з яких 76,05 км² — суходіл та 1,35 км² — водойми.

## Демографія
Згідно з переписом 2010 року, у місті мешкало 35 осіб у 16 домогосподарствах у складі 11 родини. Густота населення становила 0 осіб/км².  Було 28 помешкань (0/км²).
Расовий склад населення:
| - 100,0 % — білих |

До двох чи більше рас належало 0,0 %. Частка іспаномовних становила 0,0 % від усіх жителів.
За віковим діапазоном населення розподілялося таким чином: 22,9 % — особи молодші 18 років, 42,8 % — особи у віці 18—64 років, 34,3 % — особи у віці 65 років та старші. Медіана віку мешканця становила 50,8 року. На 100 осіб жіночої статі у місті припадало 118,8 чоловіків;  на 100 жінок у віці від 18 років та старших — 107,7 чоловіків також старших 18 років.
Середній дохід на одне домашнє господарство  становив 91 232 долари США (медіана — 100 250), а середній дохід на одну сім'ю — 104 157 доларів (медіана — 101 500). 
Цивільне працевлаштоване населення становило 33 особи. Основні галузі зайнятості: сільське господарство, лісництво, риболовля — 57,6 %, освіта, охорона здоров'я та соціальна допомога — 18,2 %, роздрібна торгівля — 9,1 %, фінанси, страхування та нерухомість — 9,1 %.